# Tigoda (stacja kolejowa)
Tigoda (ros. Тигода) – stacja kolejowa w miejscowości Tigoda, w rejonie kiriskim, w obwodzie leningradzkim (południowa cześć stacji znajduje się w rejonie czudowskim, w obwodzie nowogrodzkim), w Rosji. Położona jest na linii Wołchow – Czudowo.